# Овчинец (Брянская область)
Овчинец — село в Суражском районе Брянской области, административный центр Овчинского сельского поселения. В селе имеется отделение связи, Основная общеобразовательная школа, Сельский дом культуры.

## География
Овчинец расположен на правом берегу реки Ипуть в 5 км к востоку от Суража, в 125 км к западу от Брянска.

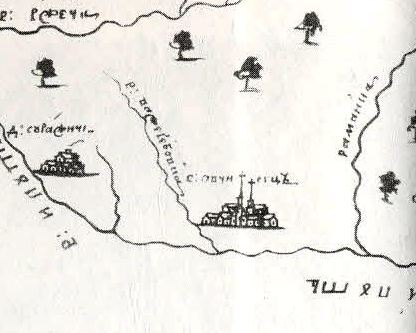
Овчинец и деревня Суражичи (Сураж) на карте Стародубского полка. Начало XVIII в.

## Население
|               | 1767 | 1859 | 1885 | 1892 | 1897 | 1901 | 1926 | 1979 | 1989 | 2002 | 2010 | 2013 |
| ------------- | ---- | ---- | ---- | ---- | ---- | ---- | ---- | ---- | ---- | ---- | ---- | ---- |
| Число жителей | 672  | 781  | 937  | 1275 | 1319 | 1430 | 1161 | 616  | 618  | 553  | 535  | 542  |